# بنيامين شيف
بنيامين ديفيد شيف لاعب كرة قدم يلعب في الدوري الإنجليزي مع نادي كوفنتري سيتي.